# Stigstorpegölen
Stigstorpegölen eller Stigstorpsgölen är en sjö i Finspångs kommun i Östergötland och ingår i Motala ströms huvudavrinningsområde. Sjön är 2,6 meter djup, har en yta på 0,281 kvadratkilometer och befinner sig 62,6 meter över havet. Sjön avvattnas av vattendraget Emmaån (Boverkeån).

## Delavrinningsområde
Stigstorpegölen ingår i det delavrinningsområde (651567-148793) som SMHI kallar för Mynnar i Hällestadsån. Medelhöjden är 74 meter över havet och ytan är 23,78 kvadratkilometer. Räknas de 20 avrinningsområdena uppströms in blir den ackumulerade arean 352,74 kvadratkilometer. Emmaån (Boverkeån) som avvattnar avrinningsområdet har biflödesordning 3, vilket innebär att vattnet flödar genom totalt 3 vattendrag innan det når havet efter 49 kilometer. Avrinningsområdet består mestadels av skog (71 procent) och jordbruk (12 procent). Avrinningsområdet har 0,99 kvadratkilometer vattenytor vilket ger det en sjöprocent på 4,2 procent.